# Frédéric Jaillant
Frédéric Jaillant, né le 24 juillet 1958 à Troyes, est un ancien journaliste spécialisé dans le conseil en  communication et la formation.
Ancien directeur du service des sports de TF1, Frédéric Jaillant a aussi dirigé la chaîne Eurosport. Il a commenté pour TF1 plusieurs coupes du monde et championnats d'Europe de football. Il a présenté également diverses émissions, dont Téléfoot.

## Biographie
Il présente  Téléfoot aux côtés notamment de Thierry Roland, Jean-Michel Larqué, Roger Zabel, Pascal Praud, Hervé Mathoux, Marianne Mako ou encore Christian Jeanpierre. 
Il devient rédacteur en chef en 1994, puis directeur adjoint du service des sports de TF1 en 1998  et directeur en 2002, succédant  à Xavier Couture.
De 2005 à 2008, il assure la direction des médias de l'OM (Olympique de Marseille), restructurant l'organisation de la chaîne OM TV et du site OM.net,. 
Pendant plus de 10 ans, il est chargé de la communication de la Ligue de football professionnel  et de son président Frédéric Thiriez, jusqu'au départ de celui-ci en avril 2016.
Apres son départ de TF1, Frederic Jaillant a créé sa propre société de conseil en communication. À ce titre, il conseille des dirigeants d’entreprises et optimise leurs relations avec les médias. Il conseille ainsi des entreprises comme Guinot, Mary-Cohr, Body Minute, Art et Communication, Mediation et Arguments, Ethic, Whaller. 

## Publications et ouvrages
En 1997, Frédéric Jaillant concrétise un projet de vidéo  en réalisant « Le foot en folie ». Ce film-bêtisier du football qu’il commente aux côtés notamment de Thierry Roland et Hervé Mathoux rencontre un grand succès auprès du public ainsi que les deux vidéos qui ont suivi, le  " Foot en folie 2 " et le " Foot en folie 3 ". Il réalise aussi d'autres vidéos avec François Bideaux, notamment sur la carrière de Michel Platini ou Luis Fernandez.  
Frédéric Jaillant a publié avec Jeanine et Jean Guion, auteurs de plusieurs méthodes de lecture, « Les dictées du foot », un livre d'apprentissage de grammaire et d'orthographe s'appuyant sur des récits liés à l'histoire du football, ainsi qu'un autre livre pour enfants Romain graine de Champion. 